# جون إينمان (ممثل)
جون إينمان (بالإنجليزية: John Inman)‏ هو ممثل بريطاني، ولد في 28 يونيو 1935 في برستون في المملكة المتحدة، وتوفي في 8 مارس 2007 في مستشفى سانت ماري في المملكة المتحدة بسبب التهاب الكبد الوبائي أ.

## أعمال

### أفلام
- (1998) شكسبير عاشقا[11]

## وصلات خارجية
- الموقع الرسمي
- جون إينمان على موقع IMDb (الإنجليزية)
- جون إينمان على موقع روتن توميتوز (الإنجليزية)
- جون إينمان على موقع ميوزك برينز (الإنجليزية)
- جون إينمان على موقع أول موفي (الإنجليزية)
- جون إينمان على موقع إن إن دي بي (الإنجليزية)
- جون إينمان على موقع ديسكوغز (الإنجليزية)
- جون إينمان على موقع قاعدة بيانات الفيلم (الإنجليزية)